# 趙好德
趙好德，字秉彝，汝阳县（在今河南省汝南县、平舆县）人。明朝初期官员。
其由安慶府知府升任戶部侍郎，之後晋升為吏部尚書。明太祖朱元璋嘉獎其與四輔官進入內殿。之後擔任陝西行省參政。